# Krobót János
Krobót János (Selmecbánya, 1770. szeptember 4. – Nyitra, 1833. október 31.) bölcseleti doktor, apátkanonok, volt egyetemi tanár.

## Életútja
Selmecen született, a gimnáziumot szülőhelyén, a bölcseletet Pozsonyban végezte. 1790-ben a nyitrai papnevelőbe lépett. 1794 áprilisában felvette az egyházi rend szentségét és 1796. október 31-ig püspöki titkár volt. Azután a természet- és mennyiségtant adta elő a nyitrai papnevelőben.
1801. december 19-től 1808. október 31-ig a pozsonyi akadémián a természettan tanára volt (az 1807–1808. tanévben a logika és metafizika tanárát is helyettesítette).
1808. október 31-én Károly Ambrus főherceg és prímás a pesti központi papnevelő aligazgatójává nevezte ki. 1816-tól 1825-ig a Pesti Egyetemen a magasabb nevelési tudományt tanította. 1817-ben a bölcseleti kar dékánja, 1826–1827-ben egyetemi rektor és a bölcseleti tudományok igazgatója volt.
1825-től nyitrai kanonok, 1827. március 2-ától Boldog Szűzről címzett almádi apát. Meghalt mint őrkanonok 1833. október 31-én Nyitrán.

## Elismerései
- A király 1826. október 31-én arany érdeméremmel tüntette ki.
- 1830-tól királyi tanácsos lett.

## Művei
- Tentamen publicum e physica et oeconomia rurali e praelectionibus ... in reg. academia Posoniensi mense Augusto 1807.
- Oratio anniversaria die 47 instaurationis regiae scient. universitatis Hungaricae seu 25 Junii 1827. in palatio maiore eiusden regiae universitatis dicta Budae.
- Dissertatio de antiquioris Hungariae scholis et academiis quae interciderunt; statu item scholarum ac studiorum a Mohachiana clade usque erectam Tyrnaviae universitatem ad jubilearem solemnitatem instauratae a. 1780. scientiarum universit. hungaricae, nunc Pesthini florentis concinnata. Uo. 1830.

Kézirati munkája az egyetemi könyvtárban: Scientia educationis, quam e scriptis Joan. Krobót ... descripsit Franciscus Tomsics ... 1815-1816. Két kötet 8-rét 409 1. és 151 §. Levelei Horvát Istvánhoz a Magyar Nemzeti Múzeumban. Pest, 1825. máj. 7. (latin) és 1826. ápr. 22. (magyar).